# Hans-Ulrich Grapenthin
Hans-Ulrich Grapenthin (Wolgast, 2 settembre 1943) è un ex calciatore tedesco orientale, dal 1990 tedesco, di ruolo portiere. Campione olimpico nel 1976 con la Germania Est.

## Carriera

### Club
Iniziò la carriera nel Motor Wolgast, squadra di Bezirksliga Rostock (III). Nel 1964, dopo una stagione in DDR-Liga (seconda divisione), viene acquistato dal Carl Zeiss Jena.
Nel 1966, dopo due annate passate a giocare nella squadra riserve, passa in prima squadra con cui vince due DDR-Oberliga e tre FDGB Pokal.
Nel 1985 si ritira dal calcio giocato per lasciare il posto a Perry Bräutigam.
Il 13 maggio 1981, a quasi 38 anni, disputò la sua prima e unica finale di Coppa Europea per clubs. Con il Carl Zeiss Jena esce sconfitto per 2 a 1 a Düsseldorf nell'incontro decisivo della finale di Coppa delle Coppe 1980-1981 di fronte alla Dinamo Tbilisi.

### Nazionale
Con la Germania Est totalizzò 21 presenze tra il 1975 e il 1981. Debuttò il 31 luglio 1975 a Ottawa contro il Canada (7-1), mentre giocò la sua ultima partita il 10 ottobre 1981 a Lipsia contro la Polonia (2-3).
Vinse, seppur come riserva, la medaglia d'oro alle Olimpiadi di Montréal 1976. Nel Torneo Olimpico giocò solo gli ultimi 10' nel quarto di finale disputato ad Ottawa contro la Francia (4-0), sostituendo Jürgen Croy.

### Curiosità
La figlia Ina (27 gennaio 1968) è stata una discreta rappresentante della Germania Est nel canottaggio. Pur non partecipando a nessuna edizione dei Giochi Olimpici, vanta nel suo curriculum la medaglia d'oro nell'otto con ai Mondiali juniores 1986 di Racice (Repubblica Ceca) e, con la stessa imbarcazione, la medaglia d'argento ai Mondiali assoluti di Bled (Slovenia) nel 1989.

## Palmarès

### Club
- DDR-Oberliga: 2

Carl Zeiss Jena: 1967-1968, 1969-1970
- FDGB Pokal: 3

Carl Zeiss Jena: 1972, 1974, 1980

### Nazionale
- Oro olimpico: 1

Montréal 1976

### Individuale
- Calciatore tedesco orientale dell'anno: 2

1980, 1981